# جنو إي
جنو إي (بالإنجليزية: GNU E)‏، هي امتداد للغة سي++ وقد صُمِّمَت لكتابة أنظمة برمجيَّة لدعم التطبيقات المُستديمة، وَكجزء من مشروع إكسودوس.

## روابط خارجيّة
- برمجيَّة وَأوراق جنو إي
- مُدير تخزين إكسودوس